# Mel Hutchins
Pour les articles homonymes, voir Hutchins.
Melvin Ray Hutchins, dit Mel Hutchins, né le 22 novembre 1928 à Sacramento en Californie et mort le 19 décembre 2018 à Encinitas en Californie, est un joueur américain de basket-ball. Il évolua en NBA de 1951 à 1958.

## Biographie
Intérieur d'1,98 m issu de l'université Brigham Young, Mel Hutchins joua pour les Milwaukee Hawks, les Fort Wayne Pistons et les New York Knicks. En 1952, lors de sa saison rookie, il termina coleader de la NBA aux rebonds (880), soit 13,3 rebonds par match. Durant sa carrière, Mel Hutchins participa à quatre All-Star Game, se retirant du jeu en 1958 avec des totaux de 4 851 points et 4 186 rebonds.

### Famille
Mel Hutchins est le frère de Miss America 1952 Colleen Kay Hutchins et l'oncle de l'ancien joueur NBA Kiki Vandeweghe.